# 日活ロマンポルノ
日活ロマンポルノ（にっかつロマンポルノ）とは、1971年（昭和46年）から1988年（昭和63年）にかけて日活（にっかつ）で制作・配給された日本の成人映画レーベルである（1978年（昭和53年）に社名変更し『にっかつ』へ名称を改める）。

## 概要
1950年代、様々な悪条件下で映画製作を再開した日活は多くのヒット映画を送り出し、日本映画の黄金時代を支えた。ところが、1960年代後半から次第に映画の観客数減少や経営者のワンマン体質などで経営難に陥り、映画製作が困難になった。そこで、ダイニチ映配時代の中心作風だった「エロ路線」を前面に押し出し、かつ採算面から低予算で利益が上がるジャンルの作品として、成人映画を主体に変え、「日活ロマンポルノ」が誕生した。当時の関係者の証言によれば、それまでの日活で製作した一般向映画よりも、収録期間や製作費などは半分以下であったという（実際、路線が発足したばかりの頃、社内ではロマンポルノは「小型映画」と仮称されていた）。

## 詳細
1971年（昭和46年）、当時の日活は、ワンマン社長であった堀久作による放漫経営などの結果、業績下降に直面していた。同年6月、ワンマン社長であった久作が電撃退陣、同時に常務の壺田重三ら久作の側近も事実上追放。新しい社長に就任した久作の息子・堀雅彦は父による放漫経営の後始末に追われ、ほとんどの専属俳優はフリーとなり、他社やテレビ業界へと活躍の場を移した。
この年は、撮影所システムといわれる、日本映画制作各社の旧来の制作システムが急激に衰退を迎えていた時期であり、日活以外年末も押し迫った12月末に、この年の夏までダイニチ映配として日活と配給を組んでいた大映が12月に破産した結果、1953年（昭和28年）から足掛け18年にわたって続いた五社協定が最終的に崩壊。東宝に至っては自社での映画製作を大幅縮小、多くの専属俳優を解雇するという惨状であった。
同年夏、対立を続けていた会社と労働組合が手を携え「映像委員会」を設置し、打開策を検討した。そこで営業担当の役員から提案されたのがポルノ映画の製作・配給で「質の高いポルノが提供できれば独立プロのピンク映画を席巻できる」と力説。委員会のメンバーだった那波直司らは、ポルノでも何でもいいから映画を撮りたい、カメラを回したいという気持ちが強く、この提案に賛成した。厳しい状況下で、日活に籍を置いていたキャリアの浅い若手の映画人たちの多くも、日活を退社したところで行き場もなく、ロマンポルノに活路を求め、足を踏み入れていくしか選択肢がない状況であった。こうして日活は大手映画会社の一角でありながら、とにかく会社を生き残らせるため、ポルノ主体の路線へと舵を切った。
企画の実務を担当したのは映像本部長室の部長・黒澤満とプロデューサーに転向した助監督たちで、黒澤は「今までと違うポルノを作れるという自信があった」と話した。
『ロマンポルノ』という言葉は、同年7月に公開された東映ポルノ『温泉みみず芸者』（鈴木則文監督）で、日本で初めて使われた『ポルノ』という言葉を 拝借して作ったものともいわれるが、黒澤は新路線の名称は「どこからか寄せられたアイデアに"ポルノロマン"というのがあって、それをひっくり返して『ロマンを求めるポルノ』という意味をこめ、"ロマンポルノ"と名付けた」と話している。

## ロマンポルノの歴史

### 人気女優
日活ロマンポルノは1971年（昭和46年）11月にスタートし、『団地妻 昼下りの情事』（白川和子主演） と、『色暦大奥秘話』（小川節子主演）が第1作であった。田中真理、片桐夕子、原悦子、泉じゅん、鹿沼えり、宮下順子、谷ナオミ（初代SMの女王）、東てる美、高倉美貴、朝比奈順子、風祭ゆき、美保純ら、多くのスター女優が生れ、一般映画の女優へのステップと考える女性も多くなった。

### 製作費
1974年3月2日に東京地方裁判所で行われた日活ロマンポルノ裁判で、証言台に立った吉川前日活撮影所長が「一本の製作費のうち、俳優のギャラの合計が120万。田中真理、片桐夕子ら主演級で20万から25万円。演出料は日活専属監督が同じく20万から25万円。社員監督は6万から7万5,000円です」と証言した。当時の東宝の専属女優・司葉子のギャラは一本700万円だった。

### 映画興行システム
映画興行は、通常は3本立て2週間興行の体制を基本とし、2本が自社製作、1本が買付け作品(ピンク映画プロダクションへの外注)であったが、正月映画およびお盆映画は、大作2本立てによるロングラン興行が行われた。上映館は旧ダイニチ映配の崩壊後に、日活系として残った旧来の「日活系」が主であり、これには日活の直営館だけでなく、傍系の太陽企業の経営による「日活系」映画館も含まれた。なお日活では、ロマンポルノの発足を機に、成人映画の上映に適した「ミニ劇場」の新設を全国で推進し始めた。

### 表現の自由
しかし、ロマンポルノには映画創作上のメリットもあった。予算も限られ、短納期の量産体制という厳しい環境ではあったが、後にある映画監督が「日活ロマンポルノでは、裸さえ出てくれば、どんなストーリーや演出でも、何も言われず自由に制作できた」と語った様に、「10分に1回の性行為シーンを作る」「上映時間は70分程度」「モザイク・ボカシは入らない様に対処する」など、所定のフォーマットだけ確実に押さえておけば、後は表現の自由を尊重した、自由度の高い映画作品作りを任された。
キャリアの浅い監督や脚本・演出の担当者にとっては、自身の作家性を遺憾なく発揮できる稀少な場であり、結果論ではあるが、日活にとっても斜陽期の日本映画界の中にあって、崩壊してゆくスタジオシステムを維持し続け、映画会社として、若手映画クリエイターの実践的な育成を手がけるための重要な場となった。
佐藤忠男は「1960年代の映画観客の急激な減少の中で、映画会社の中で比較的弱体だった会社からやっぱり潰れてれていきました（中略）でも日活がそのときに労働組合を中心に会社に居座って再建しちゃったというのは、これはやっぱり驚くべき事件でしたね。もう日活は終わったんだとばっかり思っていたんだけれど（中略）ロマンポルノ路線というのも初めは誰も期待してなかったんですよ、悪いけど。まあ仕方がないのかと思ってたけれども、これが芸術的に高い評価を得る作品が続々と現れるようになったときはやっぱり驚いたですね。高い評価を得る作品が現れてきた。私も誉めたんですけれども、私だけじゃないですけどね。10人ぐらいの批評家が誉めたんですね。『ポルノでこういう行き方があるのか』と本当に驚いたんですね。神代辰巳なんてね、それまであんまり無視されていた監督なんだけど、もう水を得た魚のように、これが本当の人間の姿だということを描き始めて」などと評している。
『報知新聞』1974年2月18日付には「日活ポルノ路線の唯一の"功"は神代辰巳の才能を開花させたこと」と書かれている。"ゴダールの物マネ"と言われた時期から、神代が独自の"映像言語"をつかんだのはポルノに巡り合ってからといわれる。

### 量産化へ
1973年の正月に東映が「実録路線」と銘打った『仁義なき戦い』が大ヒットすると他社もその影響を受け、実録的映画の製作が流行したが、日活も「ロマン・ポルノならぬ実録ポルノの製作を決定した」と報道された。『週刊ポスト』1973年2月23日号には同じ頁に「"実録・玉本ハレム"を目論む日活の俳優調達法」と「"殺しすぎ"に悩む本家実録シリーズ」という見出しの記事が載り、後者は「仁義なき戦いシリーズ第二弾」製作中を伝える記事で、前者は当時話題を呼んでいた玉本敏雄の実録映画『性豪列伝・実録チェンマイの幼な妻』というタイトルで製作が決定した、と書かれ、企画者である日活の福田慶治プロデューサーは「玉本はわれわれの夢を実現した男。最もナウなヒーローです。絶対に当たる」と話し、日活は白川和子の引退に伴い、同作にも出演する新人女優を公募すると、1位賞金100万円に釣られ、130人が応募した。応募書類には略歴に、正面からの完全ヌードを含む写真が必須、という条件があったが、1973年2月7日に調布の日活撮影所で行われた選考会では日活幹部他、川上宗薫や現役女優の小川節子や田中真理らも審査員として参加し、田中が「どうしてあんな下腹ばかり出てるの」などと辛辣な発言をし、他の審査員からも「いいオ〇パイしてる」「酷い。まるで場末のキャバレー」などと言いたい放題の審査になった。この記事にはロマン・ポルノの製作費は750万円と書かれている。

### 若手の育成
また、ロマンポルノ量産体制の維持の必要からも、若手映画人の育成は進められた。1960年代後半から1980年代前半に掛けての若手映画人で、1990年代以降の日本映画界を支えた人物には、初期のキャリアとしてロマンポルノ作品が含まれている人物は別段珍しくもない。
日活ロマンポルノの中で、映画として高い評価を獲得した映画監督には神代辰巳・曾根中生・小沼勝・田中登 などがおり、ロマンポルノのブランドから、映画監督としての主要なキャリアを出発させた人物には、村川透・根岸吉太郎・金子修介・石井隆などがいる（ピンク映画や自主映画出身で、ロマンポルノに招かれた監督、日活買取配給ながら、実際は外部のピンク映画プロダクション製作で、日活撮影所とは関わっていない監督も含む）。

### 日活経営陣の刷新
1970年代においては、日活の黄金期でも無縁だった時代劇を東京12チャンネルと組んで造った「大江戸捜査網」や、同社の1960年代後半の主力路線だった任侠ものも数多く作られている。とはいえ、業績的には決して完全な回復基調に至ったわけではなく、1975年には堀久作から社長の地位を継いでいた息子の堀雅彦が、業績不振と労働争議により社長退陣に追い込まれた。ここでようやく日活は堀家の支配から解き放たれたのである。

### ピンク映画、成人映画との違い
日活ロマンポルノは、人材・作風などから、大蔵映画などのピンク映画とそれなりに関連性があるが、ほぼ別物と言って良い。ロマンポルノは予算がピンク映画に比べて潤沢であり、日活社有のスタジオが利用でき、俳優・監督なども事実上の日活専属が多かったことから、ピンク映画とは大幅にカラーが異なるものであった。また中小のピンク映画会社の女優や監督など、優秀な人材が日活にヘッドハンティングされることもあり、決して対等・良好な関係とは言えなかった。
ただ、アダルトビデオが普及し始めた1980年代後半以降、諸般の事情からロマンポルノにピンク映画出身の監督が次々に進出するようになり、垣根は取り払われていった。加えて、早くから行われていたピンク映画買い取り作品も、当初の丸投げから末期には共同制作に近い形になっており、今日では多くが日活に著作権が移ってロマンポルノとしてビデオ化などがされているため、区別が困難になっている。いちおう、マークに「日活配給」と出る作品が外部作品（内部作品は日活製作配給）とされており、日活撮影所も一切使用されていない（そもそもピンク映画は、予算的にスタジオにセットを組むという発想が最初からないものが多い）といわれるが、最末期作品には、日活専属のカメラマンや照明技師の名がクレジットされているものもある。また、れっきとした日活撮影所での内部作品に招かれたピンク出身監督としては中村幻児がいる。

### AV登場とロマンX
アダルトビデオは1981年（昭和56年）に登場し、当初は本番行為はなく、女性のヌード映像が主体だったという。一般家庭にもVHSビデオデッキが普及し、巷にレンタルビデオ店が大量に出現し、低料金でレンタルできるようになった1980年代後半には、ポルノ映画の劇場に足を運ぶ人は減る一方であった。一方、アダルトビデオ業界は1980年代後半に大きく売り上げを伸ばしていた。
1985年から1988年までの3年間、にっかつはビデオカメラで撮影し、銀塩フィルムに転写したキネコ作品を、「ロマンX」と銘打って公開した。第1作は木築沙絵子主演『箱の中の女』だった。「ロマンX」は本番行為を行うアダルトビデオに対抗する目的で作られたもので、にっかつの女優たちも、AV女優に対抗して本番行為を行った。「本番女優」は映画の中で一般女優と同様に演技をするが、セックスをするという点ではAV女優と同じであった。この路線がにっかつロマンポルノから「ロマン」を奪い、結果としてロマンポルノの終焉を早めたといえる。
にっかつ「ロマンX」ではヤラセはなく、女優たちが実際にセックスを行った。にっかつの女優がAVへ流れたり、AV女優がにっかつ映画へ出たがる傾向も見られた。その一方、1980年代前半から、芸能界の元アイドルやベテラン女優などを起用するソフト路線もあらわれ（これらの多くは2本立て興行となり“エロス大作”と呼ばれた）、こちらは「ロマンX」とは対照的に、性描写は極めて薄くなっていった。1980年代後半は、こうした二極路線で何とか持ち直すも、映画倫理委員会が「ロマンX」のハード路線に難色を示し、路線変更を余儀なくされたことから、次第に行き詰まっていく。新ブランドとして打ち出された「ロマンXX（ダブルエックス）」も、1番組で終わってしまった。

### ロマンポルノの制作終了
1988年4月14日に、にっかつ経営陣は東京プリンスホテルにて記者発表を行い、同年6月をもって「ロマンポルノの映画製作を終了する」と発表した。第1作の公開から数えて16年半にして「ロマンポルノ」の時代は終焉を迎えたのである。同年5月28日公開の最後の作品は、後藤大輔監督『ベッド・パートナー』及び金澤克次監督『ラブ・ゲームは終わらない』。この2作品とも、両監督のデビュー作となった。
なお、これに合わせて7月1日より、にっかつ系映画館を「ロッポニカ」と改名し、「ロッポニカ」レーベルで、一般映画の製作・配給を再開する（第1作は神代辰巳監督『噛む女』・小澤啓一監督『メロドラマ』）。同時に、一般映画を上映できない成人映画館に向けて、系列のエクセス・フィルムで成人映画の買付け・配給を行った。しかし、一般映画路線は不入りで半年で打ち切られ、以後多くのロッポニカ館においても、エクセス・フィルム作品を上映する。また、ケーブルテレビ（CATV）のコンテンツ・チャンネルNECOを設立したが、バブル景気に乗じて過剰投資に走りすぎ、バブル崩壊後経営状況は悪化の一途をたどる。
1989年8月3日、にっかつは成人映画路線を、別会社「新日本映像株式会社」に委託、「エクセス・フィルム（エクセス・ポルノ）」のレーベル名で、新作の製作を開始した。
前述の経緯もあり、各ロマンポルノ作品の上映権など諸権利も日活から新日本映像に移管されている。

### ロマンポルノ復活の動き
2010年、22年ぶりの復活版企画『ロマンポルノ RETURNS』として、『団地妻 昼下がりの情事』と『後から前から』のリメイク版が上映された。復活版は「女性も見ることができるエロス」として、女性客を意識した内容になっている。また、日活とスカパー・ブロードキャスティングの共同出資作品で、1作あたりの製作費は1500万円であり、レイトショー上映とスカパー!のパーフェクト・チョイスでの放送を展開した。反響が大きければ、シリーズ化も検討される予定だった。
2012年5月、日活の創立100周年記念企画「生きつづけるロマンポルノ」を開催。蓮實重彦・山田宏一・山根貞男の3人が選んだ、32タイトル（うち22本をニュープリント上映）が一挙上映された。曾根中生監督の未公開作品『白昼の女狩り』も上映した。
2015年（平成27年）からは、他メディアでの二次利用のために、過去の作品において、映画倫理委員会の再審査依頼を開始。まず、1973年（昭和48年）の作品「恋人たちは濡れた」と「四畳半襖の裏張り」が再審査の結果、成人指定（R18+）から「R15+」に引き下げされた。
また、同年5月1日、1988年の終了から28年ぶりに、完全オリジナル新作映画を制作することが発表された。
2016年（平成28年）には『日活ロマンポルノ リブートプロジェクト』が発表され、園子温・中田秀夫・行定勲・白石和彌・塩田明彦と、今まで日活ロマンポルノを制作したことがない5監督が起用されることが発表された。
映画制作のマニフェストとして『上映時間80分程度』『映画撮影期間は1週間』『10分に一度の濡れ場』『映画制作費は全作品一律』『完全オリジナル作品』『日活ロマンポルノ初監督』である。今回も、日活とスカパー・ブロードキャスティング（BSスカパー!）との共同出資で製作される。そして、映画倫理委員会のレイティングへの対応や、BSスカパー!での放映をするため「スカパー!放映用R15＋版と映画館上映用R18＋版の2バージョン」が作られた。
映画作品はロマンポルノ45周年を迎える、2016年（平成28年）11月26日から、新宿武蔵野館とシネマ・ジャック&ベティで、行定勲『ジムノペディに乱れる』、12月17日から塩田明彦『風に濡れた女』、2017年（平成29年）1月14日から白石和彌『牝猫たち』、1月28日から園子温『アンチポルノ』、2月11日から中田秀夫『ホワイトリリー』が、順次上映された。ロマンポルノとしては1990年代初頭のヘアヌード本格解禁後初の新作公開となったが、これら5作品のうちヘアヌードを含むのは『アンチポルノ』のみで、披露しているのは主演の冨手麻妙（22）をはじめ筒井真理子（56）、下村愛（34）、吉牟田眞奈（40）の計4名である。
2022年には50周年記念プロジェクト「ROMAN PORNO NOW」を発表。新作3作品を制作する。

## 女優デビューのきっかけ
- 最初にスターとなった白川和子、宮下順子や、後のスターとなった原悦子などはピンク映画で人気を得てから引き抜かれて出演するようになった。
- また、1980年代中期には、家庭用VHSビデオデッキの普及により、アダルトビデオが爆発的に売れ出し、それまでビニール本で活躍していた人気モデルがAV、ピンク映画出演を経て出演することもあった(滝川真子、滝優子ほか)。
- ロマンポルノ末期に組織されたおニャン子クラブを意識したロマン子クラブは文字通り、アダルトビデオでデビューし、そこで人気を得たアイドル女優たちのユニットで三本製作された。
- 絵沢萌子、伊佐山ひろ子、風祭ゆき、岡本麗は新劇、亜湖はアングラ劇団、川村真樹と朝比奈順子は宝塚歌劇団などで、それぞれ本格的に演劇を学んで舞台に立ってから、一般女優として活躍した後、スカウトされデビューした。東てる美は、谷ナオミの主宰するピンク劇団に複数回出演した後に、ロマンポルノに出演することになった。
- 片桐夕子は日活俳優養成所出身だが、一般映画とポルノの過渡期にデビューしている。また、その出演期間中に製作された児童映画や一般作品にも数多く助演している。
- いわゆる企画物、記念映画に主演した新藤恵美、高田美和、黛ジュン、天地真理、大信田礼子、畑中葉子の様に、かつては実績のある人気スターだったが、全盛期を過ぎた時期に話題作りのために出演する場合。関根恵子は復帰時期の作品の一つとして、ロマンポルノを選んだ[注 7] 西脇美智子はボディービルダーとして人気者になったがタレントへ転身してから伸び悩み3回目の出演交渉で承諾した。
- 他にスカウトでグラビアアイドルとしてデビューしたが売れず、芸能事務所の売り込みやスタッフ推薦などの関係者紹介でスカウトされた女優候補者は、演技未経験者だった場合、日活俳優養成所でレッスンを受けて出演できるレベルになってから、デビューを果たすことが多かった。
- 既にグラビアや表現者たちのクチコミで人気を獲得していたヌードモデルもいた。
- 日活が複数回主催した『日活ロマンポルノ新人女優コンテスト』で入賞してデビューした麻吹淳子の例があるが、優勝者は中々成果も出せず、主演作や二作目の出演のみで引退することが多かった。
- 原悦子は一般女優（CM、ドラマの端役）からグラビアモデル→ピンク映画→ロマンポルノと上記のほとんどを経験している。

## 男優デビューのきっかけ
- 以前からの日活映画出演者(社員俳優)、ピンク映画出演者や、知名度のある新劇やアングラ劇団、ピンク映画出身俳優や、稀な場合ながら石橋蓮司、風間杜夫、内藤剛志の様な子役経験が豊富で一時期引退し成人後にアングラや新劇の俳優として再デビューした俳優などで、大半の配役は従来の出演者、新人は脚本家+監督+プロデューサーなどスタッフの推薦が多かった。

## ポルノ / ピンク映画の歴史
- 1965年 映画『黒い雪』（監督・武智鉄二）が猥褻容疑で摘発され、刑事訴訟になる（黒い雪事件）。
- 1969年 黒い雪裁判（2審）で無罪判決。
- 1971年 8月、日活が映画製作を中断。ポルノ映画に転向し[注 8]、11月「日活ロマンポルノ」がスタート。
- 1972年 成人映画4作品（『愛のぬくもり』『恋の狩人・ラブハンター』『OL日記・牝猫の匂い』『女高生芸者』）が、警視庁に摘発され、翌年『芸術か猥褻か』が、刑事裁判で問われた日活ロマンポルノ事件に発展。
- 1978年 株式会社日活撮影所、日活児童映画株式会社等7社を分社する。
  - 株式会社にっかつと改称。
- 1980年　日活ロマンポルノ裁判（東京高等裁判所）で無罪判決。裁判で無罪が確定判決となった。
- 1988年 「にっかつロマンポルノ」打ち切り。一般映画製作を再開し「ロッポニカ」ブランドでの活動をスタート。
- 1989年 「ロッポニカ」終了。「エクセスポルノ」として再出発。
- 2010年 「ロマンポルノ RETURNS」スタート。
- 2015年 「日活ロマンポルノ リブートプロジェクト」始動。
- 2016年 28年振りの新作映画「日活ロマンポルノ リブートプロジェクト」シリーズ上映開始。

## よく登場したテーマ
- 団地妻
- 大奥
- 女子高生
- 女子大生
- 女教師
- 修道院
- SM
- 四畳半
- 未亡人
- 団鬼六
- 宇能鴻一郎

## 監督

### ロマンポルノ
- 曽根中生
- 田中登
- 小沼勝
- 神代辰巳
- 藤田敏八
- 西村昭五郎
- 村川透
- 山口清一郎
- 斎藤信幸（斎藤水丸）
- 那須博之
- 林功
- 澤田幸弘
- 長谷部安春
- 藤井克彦
- 児玉高志
- 白鳥信一
- 加藤彰
- 滝田洋二郎
- 和泉聖治
- 根岸吉太郎
- 藤浦敦
- 渡辺護
- 森田芳光
- 相米慎二
- 金子修介
- 近藤幸彦

## 女優
- 田中真理[30]
- 片桐夕子
- 白川和子
- 宮下順子
- 泉じゅん
- 加山麗子
- 鹿沼えり
- 原悦子
- 八城夏子
- 中川梨絵
- 芹明香
- 中島葵
- 水原ゆう紀
- 美保純
- 風祭ゆき
- 風間舞子
- 梢ひとみ

- 伊佐山ひろ子
- 小川節子
- 潤ますみ
- 黒沢のり子
- 安田のぞみ
- 日向明子
- 亜湖
- 田口久美
- 竹田かほり
- 志水季里子
- 水木薫
- 東てる美
- 岡本麗
- 野平ゆき
- 寺島まゆみ
- 志麻いづみ
- 絵沢萠子
- 麻吹淳子
- 飛鳥裕子
- 谷ナオミ
- 山科ゆり
- 橘雪子
- 三崎奈美
- 川村真樹
- 小川亜佐美
- 永島暎子
- 山本奈津子
- 小田かおる
- 岡本かおり
- 前川麻子
- 高倉美貴
- 山口美也子

## 男優
- 高橋明[注 9]
- 蟹江敬三
- 島村謙次
- 風間杜夫
- 片桐竜次
- 山谷初男
- 坂本長利
- 浜口竜哉
- 岡崎二朗
- 内藤剛志
- 上田耕一
- 前野霜一郎
- 益富信孝
- 下元史朗
- 螢雪次朗
- 粟津號
- 北見敏之
- 江角英明
- 児玉謙次（山田克明）
- 庄司三郎
- 小泉郁之助
- 花上晃
- 宇南山宏
- 堀礼文
- 志賀圭二郎
- 小見山玉樹
- 中平哲仟
- 影山英俊
- 大江徹
- 井上博一
- 野上正義
- 上野淳
- 山下洵一郎

## 脚本
- 田中陽造
- いどあきお
- 白鳥あかね
- 大和屋竺
- 荒木芳久
- 荒井晴彦
- 石井隆
- 桂千穂
- 斎藤博
- 大工原正泰
- 中島丈博
- 吉本昌弘
- 鹿水晶子
- 鴨田好史
- 佐伯俊道
- 永原秀一
- 桃井章
- 伴一彦
- 松岡清治
- 那須真知子
- 佐治乾
- 大原清秀
- 宮下教雄
- 熊谷禄朗
- 三井優
- 下飯坂菊馬
- ガイラ
- 山崎忠昭
- 金子修介

## 音楽
- 植松伸夫
- 奥沢一（奥沢散作）
- 月見里太一
- 樋口康雄
- 眞鍋理一郎
- 坂田晃一
- 玉木宏樹（多摩零）
- 小杉太一郎
- 甲斐八郎

## 撮影
- 姫田真佐久
- 安藤庄平
- 森勝
- 水野尾信正
- 萩原憲治
- 前田米造
- 米田実